# Цівкова передача

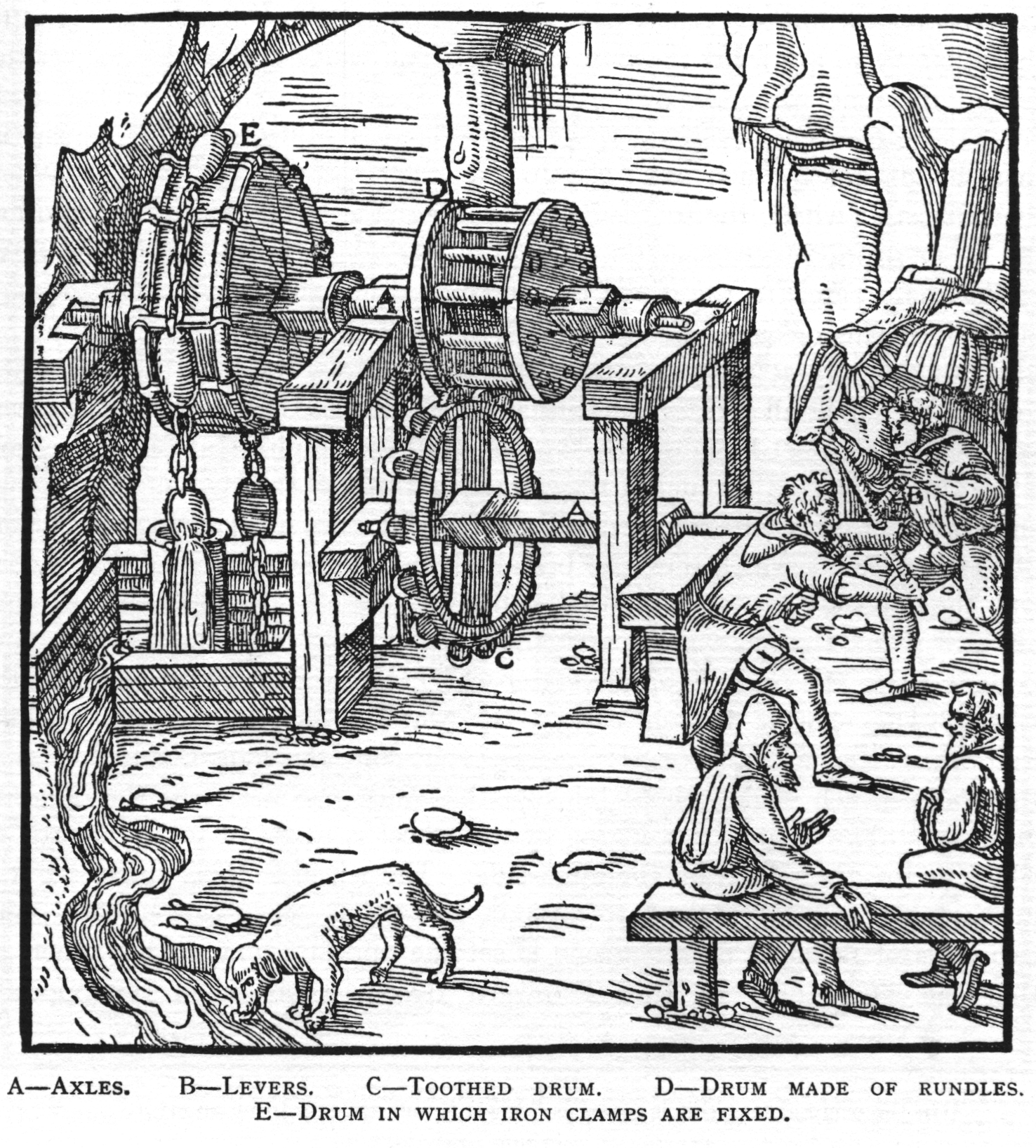
Цівкова передача у Книзі Георга Агріколи De Re Metallica, 1556 р.

Цівкова передача — передача обертального руху між валами за допомогою зубчатого колеса із зубами спеціального профілю (цівкового колеса), зчепленого з іншим колесом (палечним), що складається з диска з закріпленими на ньому по колу циліндричними кулачками (цівками), що відіграють роль зубів.
На водяних, вітряних і ручних млинах цівкове колесо (шестерня) для передачі обертання вала надвірного колеса на веретено жорна було влаштоване таким чином: веретено нижнім кінцем впиралося в підп'ятник (коробочку, панівку), вроблений в дерев'яний брус (штаґу), на веретені були два диски (обренці), з'єднані стрижнями (цівами). По колу внутрішнього колеса вала (яке називалося палечним чи палешним) розташовувалися зуби (пальці, пальки), які чіплялися за ціви і приводили шестерню в обертання. Довжина ців цівкового колеса уможливлювала не втрачати їхнього зчеплення з пальками палечного колеса при підйомі і опусканні штаґи з веретеном, що було необхідно для регулювання зазора між жорнами.
Ось як описує цівкову передачу Георг Агрікола у своїй роботі «Про гірничу справу та металургію» (De Re Metallica, 1556 рік):
| До вала прилаштовано раму, влаштовану в такий спосіб. На висоті 1 ліктя в гніздо осі вставлений брус, який, крім головки, має довжину 1 лікоть і 3 пальця, а ширину і товщину по ½ фута. Над ним на висоті 5 футів так само у вісь вставлений другий брус однакових розмірів. Інші кінці брусів вставлені в гніздо іншого невеликого вертикального бруса довжиною (висотою) 6¾ фута, а шириною і товщиною по ¾ фута, причому обидва кінці закріплені в ньому дерев'яними цвяхами. На висоті ¾ фута від нижнього бруса в бічні гнізда вертикального бруса вставлені два бруски завдовжки ¼ фута (не рахуючи головки), шириною ¼ фута і три пальці і товщиною ¼ фута. Два такі ж бруски вставлені в брус під верхнім горизонтальним брусом. У гнізда вертикального вала також вставлено однакову кількість брусків такої ж довжини, але завтовшки 3 пальця, а шириною 1 п'ядь і 2 пальці, причому нижні, поперечно розташовані, безпосередньо над нижнім брусом, а верхні – на однаковій висоті з двома верхніми брусками, вставленими по боках вала. Із зовнішнього боку рами до малих поперечних брусів пришиті дошки, але спереду і ззаду рами влаштовані дверцята, петлі яких прилаштовані до дощок, прибитих до брусків, вставлених з боків вала. Над нижніми брусками впоперек прибиті дошки; над ними на відстані ½ фута встановлена чотиригранна залізна вісь, кожна сторона якої має 2 пальці завширшки. Круглі кінці осі обертаються у бронзових чи залізних кільцях, одне з яких вставлено у вал, а інше – у вертикальний брус. На кожній стороні осі насаджений дерев'яний, оббитий зверху залізом, кружок радіусом ¾ фута і 1 палець і товщиною ¼ фута. Обидва кружки знаходяться на відстані ½ фута і 2 пальця один від одного і з'єднані п'ятьма цівками товщиною 2½ пальця, віддаленими один від одного на 3 пальці. Так утворюється барабан (цівкова шестерня), який від вертикального бруса відстоїть на ¼ фута і 1 палець, від валу – на ¼ фута і 3 пальці. Над віссю на висоті 1¼ фута знаходиться друга чотиригранна залізна вісь, кожна сторона якої має 3 пальці завширшки. Вона, як і перша, обертається у бронзових чи залізних кільцях. На ній сидить зубчасте колесо, складене з двох дисків діаметром 1¾ фута і товщиною ¼ фута та 2 пальці. На колесі є 23 зубці шириною ¼ фута і товщиною 2 пальці, що виступають на ¼ фута і віддалені один від одного на 3 пальці. На цій же осі до вертикального бруса на відстані ½ фута і такої ж кількості пальців знаходиться інший диск однакового діаметра з диском шестерні і товщиною ¼ фута. Він обертається у вертикальному брусі, який у цьому місці відповідно вирізаний. Цей диск разом із дисками колеса утворює інше колесо із п'ятьма цівками. |

## Галерея

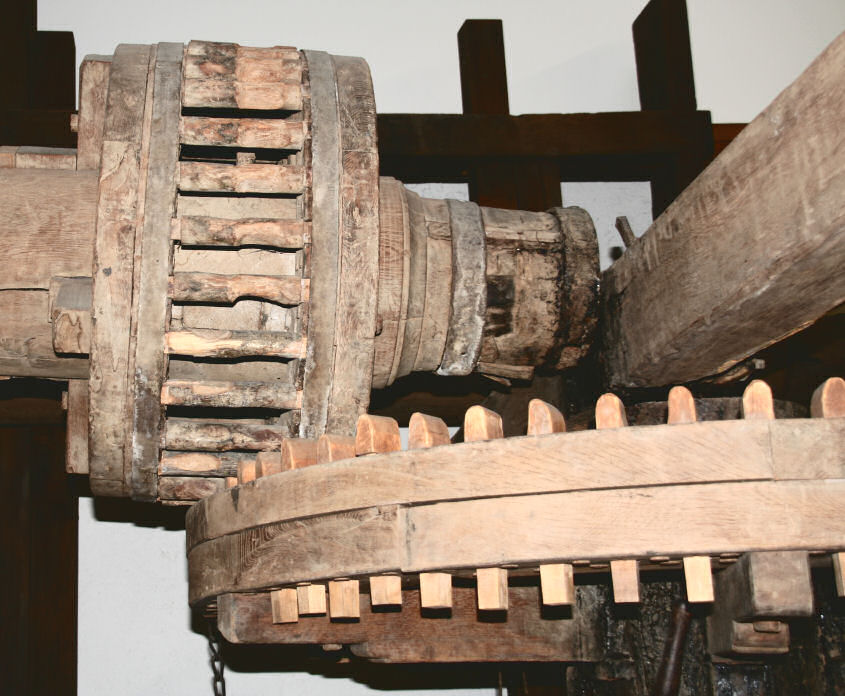
Цівкова передача
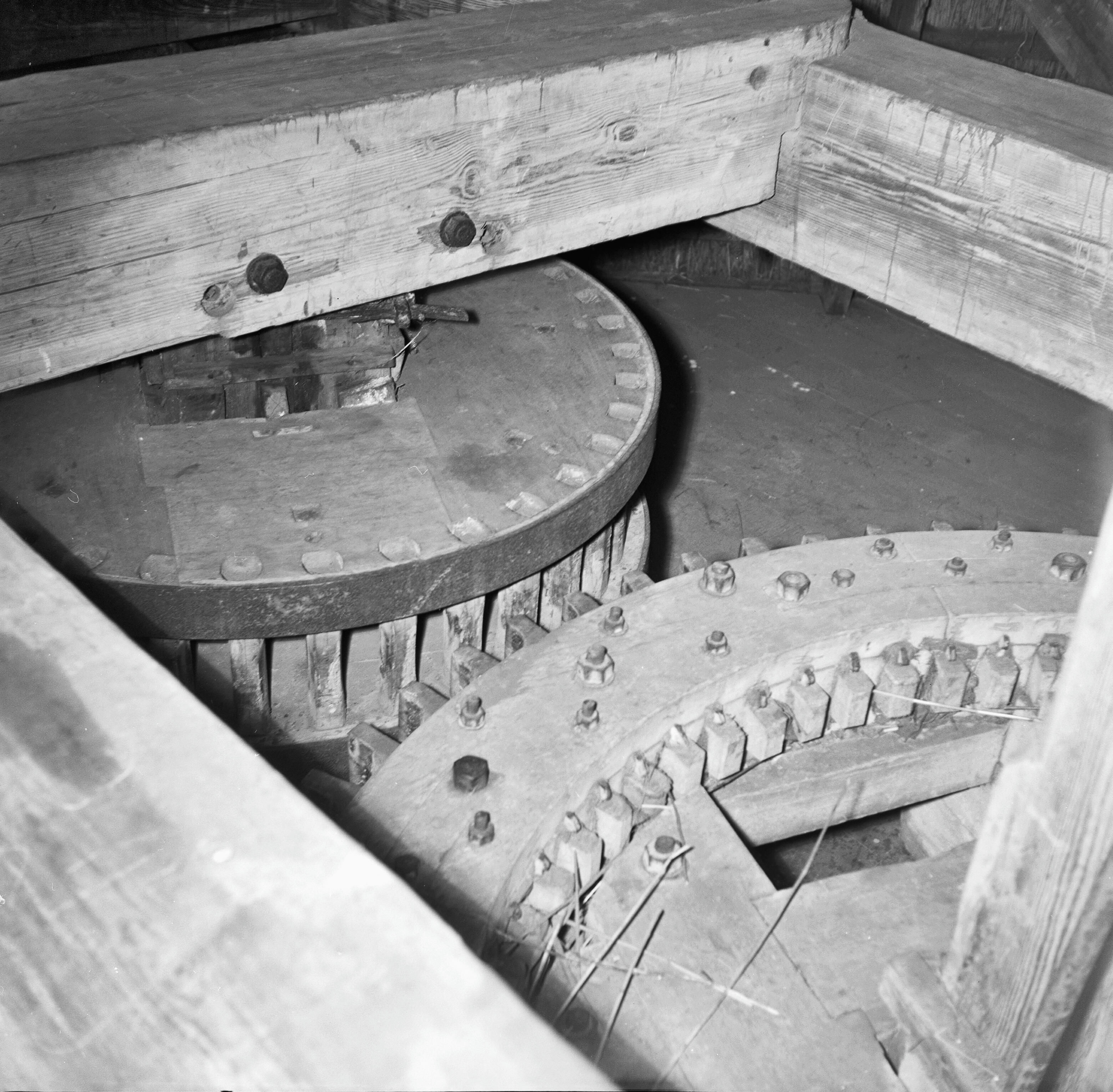
Цівкова передача
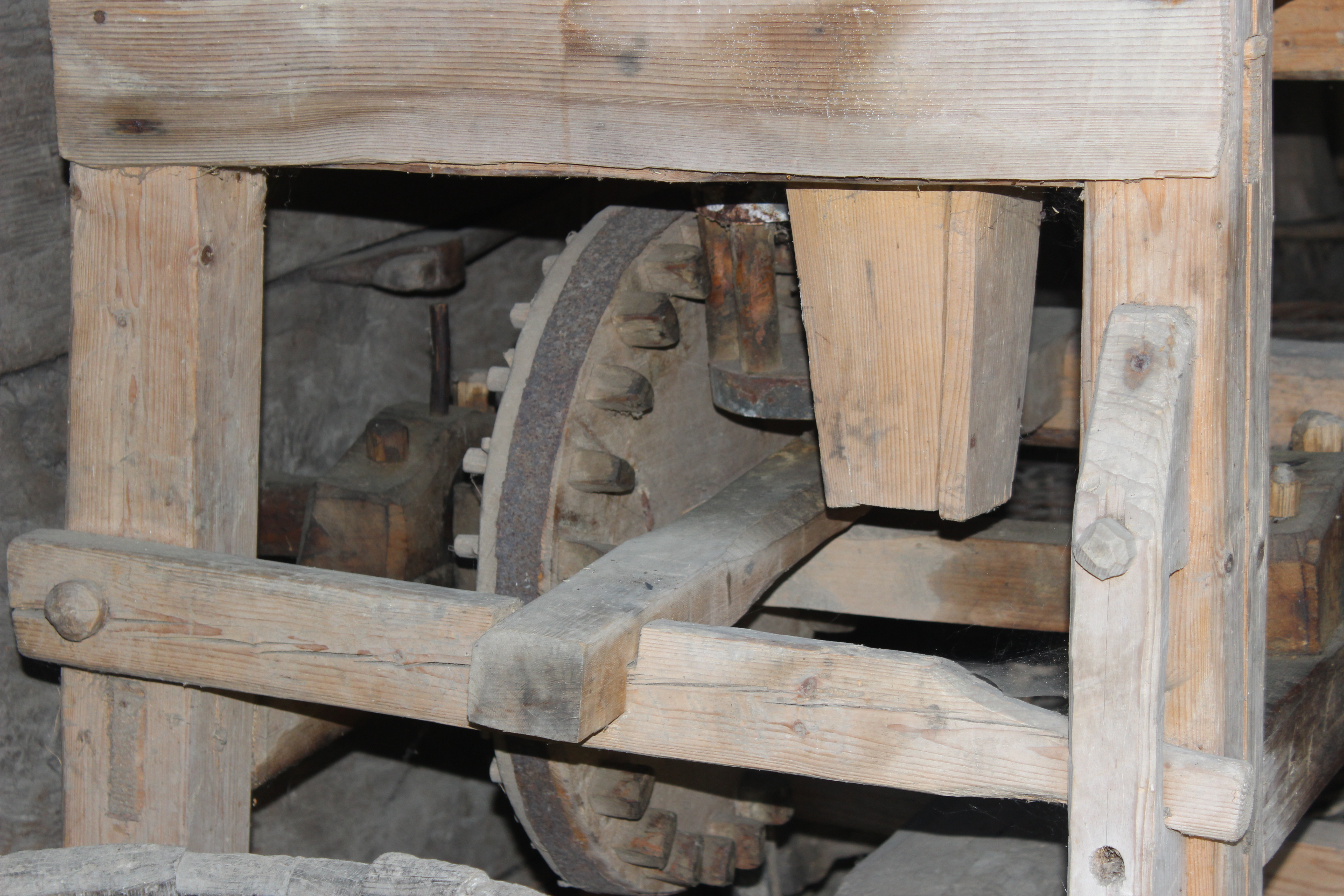
Цівкова передача ручного млина
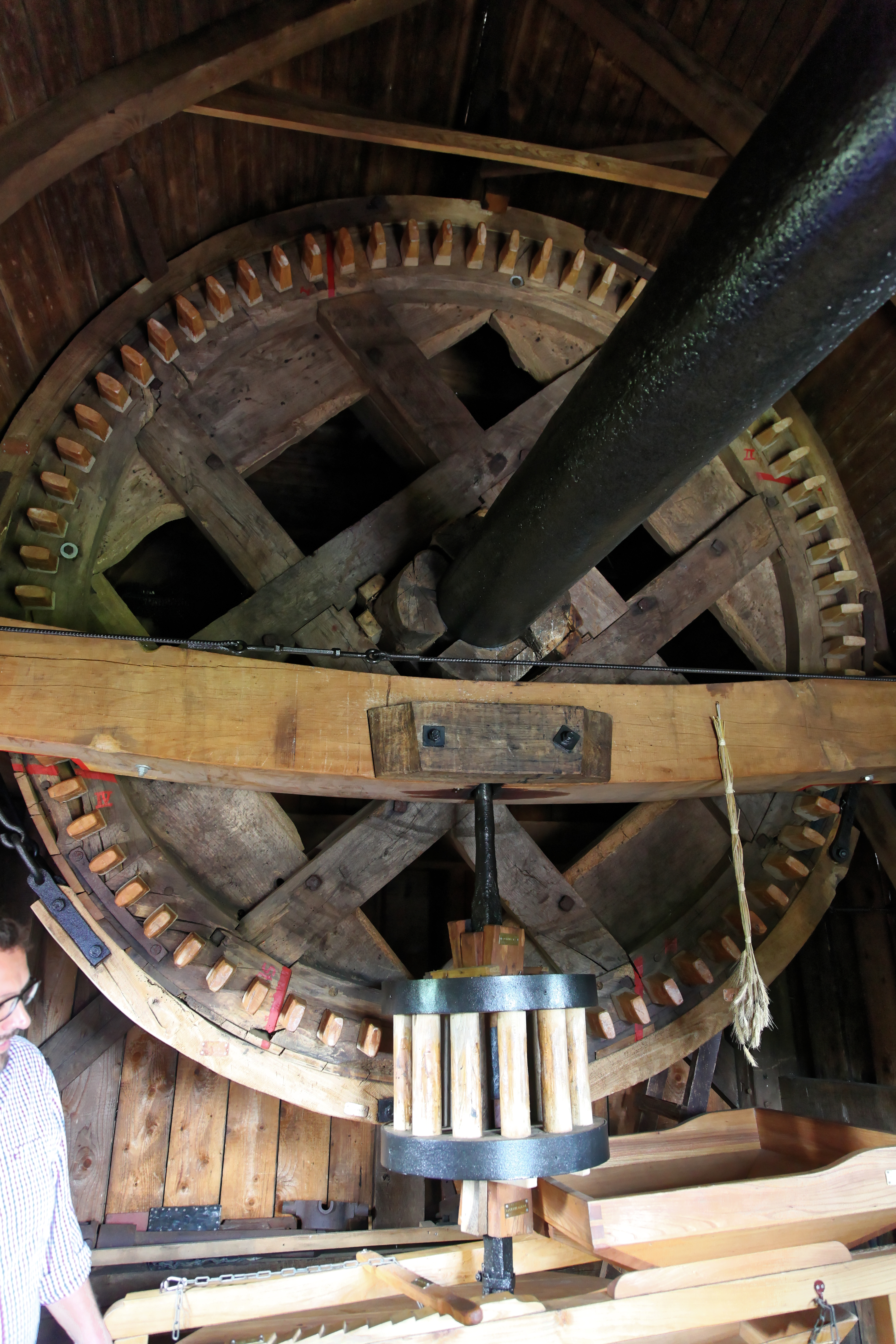
Цівкова передача вітряка
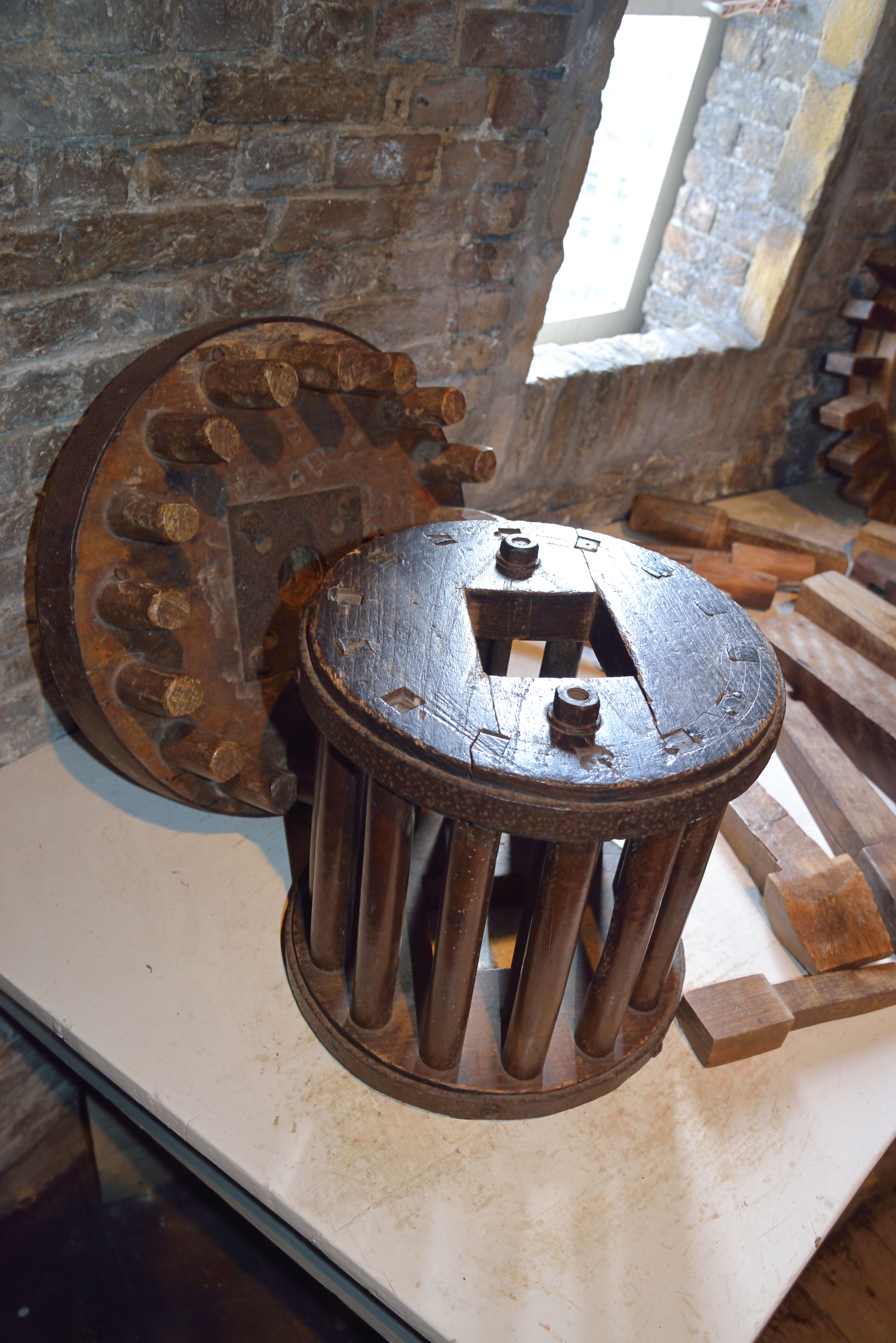
Цівкові колеса вітряка De Valk у Лейдені.
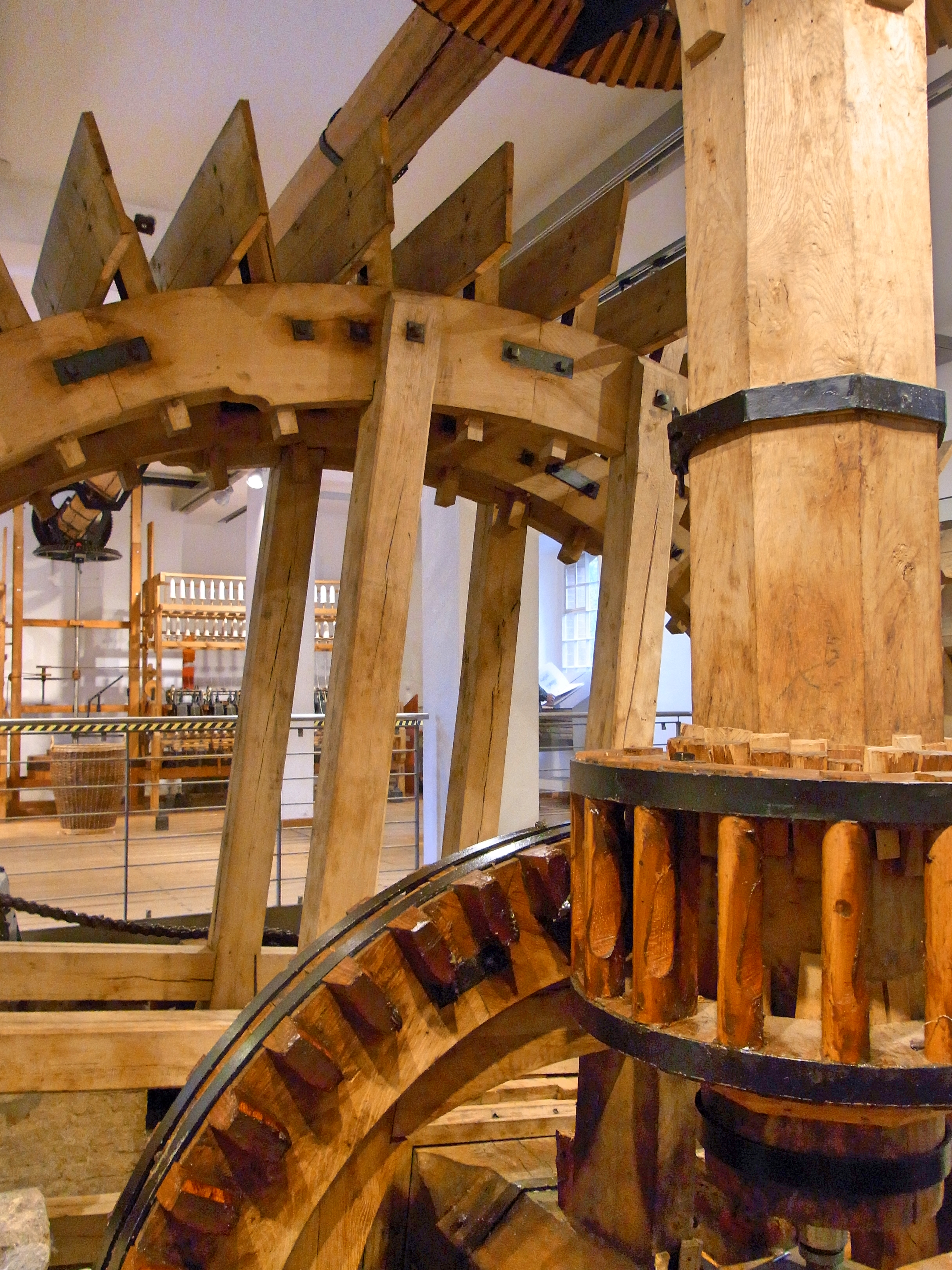
Цівкова передача на колишній текстильній фабриці Кромфорд у Ратінгені
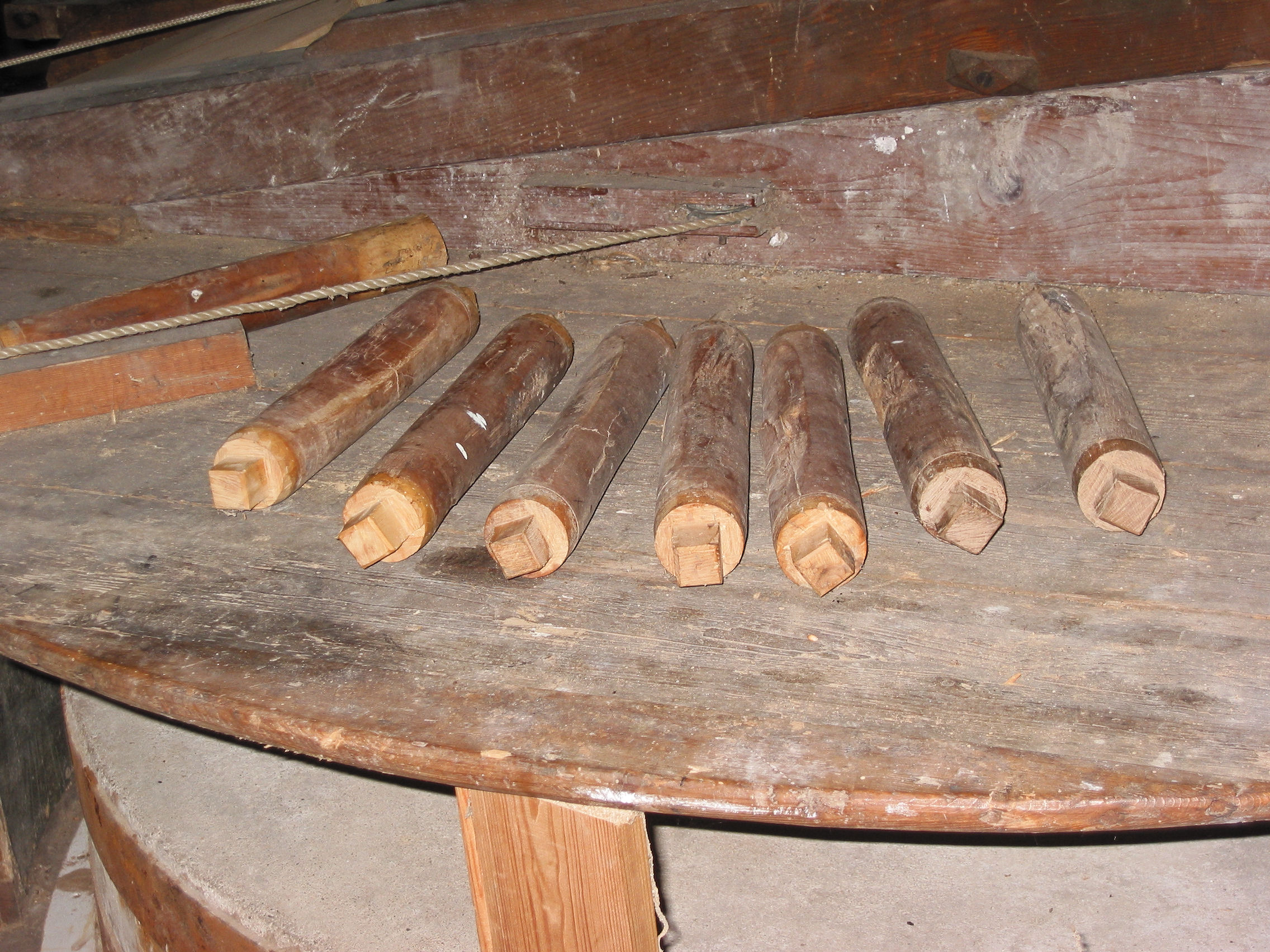
Ціви цівкового колеса.